# N505i
ムーバ N505i（ムーバ エヌ ごー まる ご アイ）は、日本電気 (NEC) が開発した、NTTドコモによる第二世代携帯電話 (mova) 端末製品。

## 概要
505iシリーズでは4番目に発売された。
端末デザインは、N504iに似た丸みを帯びたもので、背面のサブディスプレイ下にはサラウンド機能対応のステレオスピーカーを備える。
メインディスプレイは、26万2144色表示の2.4インチQVGA液晶で、N504iSよりも大幅にスペックアップされた。サブディスプレイは、6万5536色表示で、120×160ドット表示と当時としては解像度がとても高かった。方式も、従来のSTN液晶からTFT液晶となり、大幅に見やすくなった。
メインカメラは、有効画素数約32万画素（記録画素数約31万画素）と、505iシリーズとしては控えめなスペックだった。新たに動画撮影機能、フォトライトが搭載されている。N504iSと同様、接写撮影時には付属の専用レンズを利用する。
着信メロディは、50和音（内蔵分のみ64和音）に対応している。

## 歴史
- 2003年4月8日: D505i・N505i・P505i・SO505i・SH505i とともに mova505iシリーズの開発を発表。
- 2003年7月4日 - 発売。
- 2012年3月31日 - movaサービス終了により使用はこの日限りとなる。